# DAIJO-BU
「DAIJO-BU」（だいじょうぶ）は、テレビアニメ『こどものおもちゃ』のエンディングテーマを収録したシングル。1997年2月21日にソニーレコードから発売された。

## 概要
- テレビアニメ『こどものおもちゃ』のエンディングテーマを収録している。
- CDジャケットには、バビットが描かれている。

## 収録曲
1. DAIJO-BU
作詞：大地丙太郎 / 作曲：伊藤可久 / 編曲：安部潤
テレビアニメ『こどものおもちゃ』エンディングテーマ
2. DAIJO-BU（オリジナル・カラオケ 〜ひとりでうたおう!ヴァージョン）
3. DAIJO-BU（オリジナル・カラオケ 〜みんなでうたおう!ヴァージョン）